# نبرد پاریس (۱۸۱۴)
نبرد پاریس (۳۰–۳۱ مارس ۱۸۱۴ میلادی) بین ائتلاف ششم متشکل از روسیه، اتریش و پروس علیه امپراتوری فرانسه انجام شد. پس از یک روز درگیری در حومه پاریس، فرانسوی‌ها در ۳۱ مارس تسلیم شدند و بدین ترتیب جنگ ائتلاف ششم پایان یافت و امپراتور ناپلئون مجبور به کناره‌گیری از سلطنت و تبعید شد.